# آناتولی کاراتسوبا
آناتولی کاراتسوبا (روسی: Анато́лий Алексе́евич Карацу́ба؛ ۳۱ ژانویهٔ ۱۹۳۷ – ۲۸ سپتامبر ۲۰۰۸) یک دانشمند در زمینه آنالیز ریاضی اهل روسیه بود. الگوریتم کاراتسوبا به افتخار او نامگذاری شده است.